# Siegfried Zehme
Siegfried Sebastian Zehme (* 7. September 1864 in Lengefeld; † 8. März 1940 in Radebeul) war ein evangelisch-lutherischer Theologe, Missionar der Leipziger Mission in Indien und Lehrer.

## Werdegang
Siegfried Zehme studierte von 1884 bis 1888 in Leipzig und Erlangen Theologie, anschließend war er zwei Jahre lang als Hauslehrer tätig.
Zehme wurde am 20. Mai 1891 abgeordnet und zuerst in Tranquebar (heute Tharangambadi) stationiert. Anfang 1893 übernahm er die Leitung der Zentralschule in Tranquebar sowie im Februar 1896 Mayavaram (heute Mayiladuthurai). 1904 wurde er Leiter der Theologenklasse des Predigerseminars in Tranquebar. Zehme kehrte im November 1915/16 mit dem Schiff „Golconde“ heim und war dann Oberlehrer am Lehrerseminar in Grimma. 
Zu Neujahr 1930 trat Zehme in Pension. Es folgten einige Monate Werbedienst für die Mission. Im Frühjahr 1930 trat er den vikarischen Pfarrdienst in Rodau i. V. an.

## Ehrung und Titel
Am Sonntag Estomihi 1916 ehrte die Theologischen Fakultät der Universität zu Leipzig Siegfried Zehme mit dem Grad des Dr. theol. honoris causa (Ehrendoktor der Theologie). 1919 erhielt er den Titel Professor, 1920 den Titel Oberstudienrat.

## Familie
Zehme heiratete am 3. Oktober 1894 Therese Löber aus Dresden.

## Publikation
- Christian Samraj Arputharaj: Preaching amidst culture – an intercultural homiletic study of the Tranquebar missionaries in the 20th century. With special reference to missionaries Siegfried Zehme, Arno Lehmann and Dietrich Winkler. Promotionsschrift, Leipzig 2011[2]